# Thelypteris skinneri
Thelypteris skinneri là một loài thực vật có mạch trong họ Thelypteridaceae. Loài này được (Hook.) C.F. Reed miêu tả khoa học đầu tiên năm 1968.